# 加勢大周
加勢 大周（かせ たいしゅう、1969年12月29日 - ）は、日本の元俳優。北海道函館市出身。

## 来歴
1989年、東京都立玉川高等学校卒業。高校時代は、授業をさぼってはタバコと麻雀に明け暮れていた。当時髪の毛を短くし立たせており、さらに図体が大きいことから「ラオウ」と呼ばれていた（決してケンカが強いからではない）。
1990年、桑田佳祐初監督の映画『稲村ジェーン』で主役に抜擢され俳優デビュー。
『稲村ジェーン』のオーディションに連れて行ったのが、なんでんかんでん社長の川原ひろしだった。
その関係からか、同年12月31日にTBSで中継された年越しライブ『歌うサザンに福来たる』にも出演していた。長身かつ端整なルックスから若い女性達からの人気を獲得。その後、吉田栄作・織田裕二とともに「トレンディ御三家」（平成御三家とも）と呼ばれ、ドラマにも引っ張りだこだった。しかし当時の所属事務所からは給与は支払われず、交通費も自腹というありさまで、不信感から事務所を独立する。ところが、1991年に加勢が実母を社長に据えて個人事務所を設立し、前事務所（インターフェイスプロジェクト）からの独立を画策した際に、前事務所が芸名の使用の停止を求めて裁判所に提訴し揉めた。また、前事務所が「加勢大周」という名前を商標登録出願していた（商標登録はされず）。「加勢大周」という芸名は、前事務所社長が敬愛する幕末の勝海舟から名付けたものであり愛着があったという。その後、1年3カ月の裁判の結果、勝訴となり加勢大周の芸名は認められたが、その後前所属事務所が「新加勢大周」として同名タレントをデビューさせる。ただ、すぐに「坂本一生」（幕末の坂本龍馬から）と改名。プロダクション側は「加勢大周の名をプレゼントする」とインタビューで公言し、この問題は収束した。
1995年頃からは助演としての出演が目立ってくるようになった。この頃から、台湾のTVドラマへの出演を始め、現地で人気を博した。また、同年に“カルトの帝王”と呼ばれた石井輝男監督のアクション映画『無頼平野』に主演する。
2005年から『くりぃむしちゅーのたりらリラ〜ン』(日本テレビ)、2006年からはゴールデンに昇格した『くりぃむしちゅーのたりらリでイキます!!』(日本テレビ)の「ベタドラマ」にベタ男役として出演。
2006年1月6日の『笑っていいとも』(フジテレビ)出演時に、オートレースが大好きであると公言している。
2008年10月5日、東京都世田谷区新町2丁目の自宅マンションにて、覚せい剤3グラムと乾燥大麻9.4グラムを所持していたとして、覚醒剤取締法違反（所持）と大麻取締法違反（所持）の現行犯で逮捕された。尿検査では覚せい剤使用の陽性反応が出ており、自宅からは栽培中の大麻草25株や覚せい剤を使うためのものと見られる注射器なども見つかっている。また、これにより放送中であった出演ドラマ『キッパリ!!』は打ち切りとなった。同年12月18日、この事件の判決公判が開かれ、裁判官は「違法薬物に対する常習性、依存性もうかがわれるが、二度と手を出さないと反省の態度を示している」とし、懲役2年6か月・執行猶予3年（求刑懲役2年6か月）を言い渡した。この裁判の初公判にて、「田舎の親元に戻って一からやり直したい」と芸能界引退を表明した。
2011年時点は都内のとある繁華街から少し離れたビルにある地下のバーでバーテンダーとして働いていた。
2019年にはデイリー新潮によるインタビューに石田純一と共に登場し、トレンディドラマの舞台裏を語った。
前川清は兄嫁のおじで遠戚。お笑い芸人のムートン伊藤は従弟。

## 出演

### テレビドラマ
- はいすくーる落書2（1990年、TBS） - 吉岡先生
- いつか誰かと朝帰りッ（1990年、フジテレビ） - 早乙女圭介
- 学校へ行こう（1991年、フジテレビ） - 稲村総一朗
- 水曜グランドロマン「愛と哀しみのサハリン」（1991年8月7日、日本テレビ） - パク・チョルスン[8]
- ADブギ（1991年10月 - 12月、TBS） - 主演・久堂和繁
- ポールポジション!愛しき人へ…（1992年1月 - 3月、日本テレビ） - 主演・羽仁敬一／羽仁竜二
- ドラマシティー'92「北海道へいらっしゃい!」（1992年7月2日、読売テレビ）
- 秋のドラマスペシャル ADブギ〜リターンズ（1992年10月、TBS） - 主演・久堂和繁
- 外科医・有森冴子2（1992年10月 - 12月、日本テレビ） - 佐伯基
- 第2回NTT薫風ドラマスペシャル 風の仲間たち（1992年11月24日、日本テレビ）
- さくらももこランド 谷口六三商店（1993年4月 - 6月、TBS） - 主演・谷口真一
- 昭和推理傑作選・横溝正史シリーズ 悪魔の手毬唄（1993年、フジテレビ） - 増田歌名雄
- 世にも奇妙な物語 春の特別編「指名手配の男」（1994年、フジテレビ） - 主演・広域指定405号
- 人間・失格〜たとえばぼくが死んだら（1994年7月 - 9月、TBS）- 新見悦男
- 恋人をつくる100の方法（1995年、テレビ朝日） - 日比野
- 毎度おジャマしまぁす（1995年、TBS） - 高倉賢
- 松本清張ドラマスペシャル・白い闇（1996年、テレビ東京） - 俊吉
- 毛利元就（1997年、NHK総合） - 宍戸隆家
- 友達の恋人（1997年、TBS） - 牧村慎二
- 智子と知子（1997年、TBS）
- 新・半七捕物帳 第16話「冬の金魚」（1997年、NHK総合）- 新助
- きらきらひかる 第5話（1998年、フジテレビ） - 河野哲郎
- 月曜ドラマスペシャル「検視官江夏冬子2 京都冬化粧殺人事件」（1998年2月、TBS） - 渡辺
- お見合い結婚（2000年1月 - 3月、フジテレビ） - 中村亙
- ハッピー2 愛と感動の物語（2000年7月 - 9月、テレビ東京） - 折戸雅之
- 涙をふいて 第3話（2000年10月 - 12月、フジテレビ） - 斉藤弘明
- カバチタレ!（2001年、フジテレビ）- 上里康太郎
- 火曜サスペンス劇場 軽井沢ミステリー4 娘よ〜毒草と白骨死体（2001年、日本テレビ）
- 女と愛とミステリー （テレビ東京）
  - 山岳救助隊紫門一鬼 北アルプス穂高連峰殺人事件（2001年） ‐ 藤崎浩介
  - 夏樹静子サスペンス Wの悲劇（2001年） - 間崎鐘平
  - 「警視庁心理分析捜査官・崎山知子2」（2004年） - 坂崎雅夫
- 金曜エンタテイメント （フジテレビ）
  - 着物デザイナー 黛涼子の推理紀行2 奇怪な殺人伝説漂う梅の里（2001年）
  - 16週〜あなたといた幸せな時間〜（2002年） - 高田延彦
- 月曜ミステリー劇場・月曜ゴールデン （TBS）
  - 早乙女千春の添乗報告書11 千葉湯けむりツアー殺人事件（2001年）
  - 『血痕(2)警科研・湯川愛子の鑑定ファイル』（2007年） - 保坂幸治
- ショムニFINAL 第7話（2002年8月14日、フジテレビ） - 樋口亮介
- おみやさん 第1シリーズ - 第4シリーズ（2002年 - 2005年、テレビ朝日） - 大滝鉄也
- 真実一路（2003年9月 - 12月、フジテレビ） - 丸山圭吾
- 百年の恋（2003年、NHK総合） - 岡本正輝
- 火消し屋小町（2004年、NHK総合） - 片桐隊長
- 特命係長 只野仁リターンズ・女弁護士の秘密を暴け!（2004年12月） - 吉岡圭介
- 牙狼-GARO- 第四話[注釈 2]（2005年、テレビ東京） - 立神亮一 / パズズ人間体
- 帰ってきた時効警察 第七話（2007年、テレビ朝日）　- 関口ミッシェル
- モップガール EP8（2007年、テレビ朝日） - 早乙女愛二郎
- 7人の女弁護士・第2シリーズ 第10話（2008年6月、テレビ朝日） - 長谷部利春
- キッパリ!!（ひるドラ、2008年9月1日 - 10月3日、CBC） - 長瀬真二
※当人の逮捕によって打ち切られた。

### 映画
- 稲村ジェーン（1990年） - 主演・ヒロシ ※デビュー作・石原裕次郎新人賞受賞
- シャイなあんちくしょう（1991年） 主演・白川守
- 風、スローダウン（1991年） - 本間良夫
- パ★テ★オ（1992年） - 沢本優
- 釣りバカ日誌スペシャル（1994年） - 山内健吾
- 無頼平野（1995年） - 主演・サブ
- サラリーマン専科シリーズ（1995年 - 1996年） - 石橋淳司
  - サラリーマン専科（1995年12月23日公開）
  - サラリーマン専科 単身赴任（1996年12月28日公開）
- 平成金融道 マルヒの女（2000年） - 西村徹
- sWinG maN（2000年） - 野田孝雄
- 鬼極道（2000年） - 財前悟道
- FAMILY（2001年） - 三輪猛志
- プラトニック・セックス（2001年、東宝） - 金井誠
- 極道ジハード 〜聖戦〜 1,2,3（2002年） - 主演・大和
- 実録・ヒットマン 妻その愛（2002年） - 萩原
- 借王9 ファイナル（2002年、日活） - 怜子の弟
- 矜持〜KYOUJI〜（2005年、 MIRAI PICTURES JAPAN） - 主演・沖田総司/風間亮
- 男前 日本一の画家になったる!（2005年）
- 夏音 -Caonne（2006年7月29日公開）
- 九転十起の男2 〜激動編〜（2007年5月12日公開） - 主演・浅野総一郎
- うた魂♪（2008年4月5日公開） - 長谷川教諭
- ZERO（2008年5月3日公開）
- THE CODE/暗号（2009年5月9日公開） - 探偵529
- 修羅の統一（2009年8月8日公開） - 堀内和也

### Vシネマ
- 野望の群れ（1996年） - 主演・久我遼介
- 極悪 人間魚雷ブルース（2001年） - 山本千春
- 真・雀鬼8 確率五分の一の死闘（2001年） -  金城
- 実録・日本やくざ烈伝 義戦 昇華篇（2001年）
- 実録・日本ヤクザ抗争史 鯨道3 破門状（2001年）特別出演
- 実録・鯨道7 伝説のヤクザ武闘烈伝（2001年）第2話「高知・鯨道 猛侠の死 滝下健夫」 - 滝下健夫
- 実録・安藤組外伝 地獄道（2001年、監修：安藤昇） - 不動寺組下条興業 直若行動隊長 真庭司
- 獅子の絆 浅草哀歌（2002年）
- 実録・極東マフィア戦争 暗黒牙狼街 BOSS（2002年） - 主演・野口祐司
- 実録 みちのく抗争 死守りの盃（2003年） - 阿藤会総長代行 水口盛雄
- 首領への道 白虎会見参（2004年） - 天王寺西署 マル暴 権田規男
- 新・日本の首領 - 藤木組若頭 木村昭彦
  - 新・日本の首領8（2006年）
- むこうぶち2 高レート裏麻雀列伝 鬼の棲む荒野（2007年7月25日、GPミュージアム） - 江崎 (不動産販売会社社員)
- 実録・銀座警察 義侠（2008年） - 主演・郷橋哲男(祐天寺の哲)
- 実録・銀座警察 義侠 完結編（2008年） - 主演・港橋一家芝上一派幹部 郷橋哲男
- 実録・闇のシンジケート 豊田登（2008年） - 刑事

### 舞台
- 真夜中のパーティー (1997年1月 - 2月、1998年10月 - 11月、PARCO劇場、名鉄ホール等全国6ヶ所) - マイケル

### イベント
- 金沢百万石まつり（2003年7月7日） - 前田利家

### CD
- シャイなあんちくしょうサントラCD（1991年） 2トラックに語りが挿入されている

### バラエティー
- くりぃむしちゅーのたりらリラ〜ン（ベタドラマのコーナーにベタ男役で出演）
- くりぃむしちゅーのたりらリでイキます!!（ベタドラマのコーナーにベタ男役で出演）
- Tokyo Boy（TOKYO MX）
- ダウンタウンのガキの使いやあらへんで!!（日本テレビ）

### ラジオ
- 加勢大周のやさしさにつつまれて（TBSラジオ）
- 加勢大周 ワイルドで行こう（ニッポン放送「伊集院光のOh!デカナイト」箱番組）

### その他
- コミュニTV 熱情放送（CATV）

## コマーシャル
- コカ・コーラ
- コスモ石油（企業PR、ハイオクガソリン「SUPER MAGNUM」）
- TDK（VHSテープ 「High contact」）
- パイオニア（レーザーディスク）
- ロッテ（VIPチョコレート、GREEN GUMなど）
- ヤマハ（バイク Zeal)
- ロート製薬（ロートZi:）
- ライフカード（企業PR）
- 鈴丹
- リッキーコンタクトレンズ
- 赤城乳業（濃厚旨ミルク）
- リクルート（タウンワーク）
- アサヒビール（スーパードライ）[9]
- 富士通（親子秘話対応コードレスホン）